# 陆广莘
陆广莘（1927年1月27日—2014年9月13日），男，江苏省松江县（今上海市）人，中国中医学家，中国中医研究院基础理论研究所原副所长，首届国医大师，第八、九届全国政协委员。